# 河瀬和重
河瀬 和重（かわせ かずしげ、1967年〈昭和42年〉5月25日 - ）は、日本の建設・国土交通技官。国土地理院長。兵庫県出身。

## 来歴
大阪大学大学院基礎工学研究科博士後期課程1年中退後、1993年（平成5年）4月、建設省入省。2009年（平成21年）、赤道から任意の地理緯度までの子午線弧長を求める一般式を導出・公表した。また2011年（平成23年）には、経緯度⇔平面直角座標の換算について、半世紀を超えて永年日本で採用されていた計算式を、より簡潔なものに刷新した。2024年（令和6年）7月1日、国土地理院参事官に就任。2025年（令和7年）8月1日、国土地理院長に就任。